# Parti de la fraternité nationale
Pour les articles homonymes, voir HIW.
Le Parti de la fraternité nationale (en arabe : Hizb al-Ikha al-Watani  HIW) était un parti politique de droite nationaliste irakien panarabe, entre 1930 (ou 1931) et 1941. Prônant le Panarabisme et fortement nationaliste, l'un des chefs du parti, Rachid Ali al-Gillani mena un coup d'état en 1941. Le parti sera interdit après la défaite de la guerre anglo-irakienne.

## Histoire
Le HIW a été formé en 1931 à la suite d'une fusion entre les partis minoritaires nationalistes et populaire et d'autres groupes nationalistes aux vues similaires. Il a rassemblé les opposants du Premier ministre de l'époque, Nouri Said, qui avait conclu le traité anglo-irakien de 1930.Le nouveau parti a rapidement obtenu le soutien de la Jam'iyat Ashab al-San'a (la Société des artisans), le plus grand syndicat en Irak.Le parti a tenu sa première réunion à Bagdad en mars de la même année, attirant 2 000 partisans dans un rassemblement où ils ont appelé à un nouveau gouvernement et à une redéfinition des relations entre l'Irak et le Royaume-Uni.Afin de démontrer son importance, le parti a organisé une grève en juillet, bien qu'il n'y ait pas eu de motivation politique directe derrière le mouvement, sauf de montrer que le HIW avait le soutien d'une partie de la population irakienne.
Le parti a formé un pacte avec le Parti nationaliste en 1932 et l'a utilisé pour gagner de l'influence au parlement irakien.
Cette influence étant assurée, ils ont chassé le gouvernement de Naji Shawkat et ont rapidement constitué un gouvernement HIW, en dépit du fait que la majorité de la chambre avait été élue avec un mandat contre le HIW.Cependant, le gouvernement initial ne devait pas durer longtemps, des conseillers proches du nouveau roi Ghazi le persuadant que le gouvernement HIW était responsable des troubles tribaux. En tant que tel, le gouvernement a été démis de ses fonctions et Rachid Ali al-Gillani et son bras droit, Yasin al-Hashimi, devaient être exclus des futurs gouvernements. Cela demeura le cas pour les futures administrations de haute guerre, bien qu'al-Gillani soit revenu au premier rang après la mort de Ghazi.

## Gouvernements
Au cours de la période du royaume d'Irak, ce parti a fourni cinq premiers ministres.
- Rachid Ali al-Gillani, 20 mars 1933 - 9 novembre 1933

- Yasin al-Hashimi, 17 mars 1935 - 30 octobre 1936 (partenariat avec l'armée)

- Hikmat Sulayman, 30 octobre 1936 - 17 août 1937

- Rachid Ali al-Gillani, 31 mars 1940 - 3 février 1941

- Rachid Ali al-Gillani, 13 avril 1941 - 30 mai 1941